# Corrego
Corrego (oficialmente y en gallego: O Córrego) es un lugar situado en la parroquia de O Castro de Valdeorras, del municipio de El Barco de Valdeorras, en la provincia de Orense, Galicia, España.